# Ralph Lauren Corporation
Ralph Lauren Corporation es una empresa de moda estadounidense fundada por el diseñador neoyorquino Ralph Lauren en 1967, conocida por su gama de productos que abarcan la indumentaria, fragancias, accesorios y complementos para el hogar. Sus productos se comercializan a través de una amplia variedad de marcas registradas —como Polo Ralph Lauren o Ralph Lauren Purple Label— y se clasifican en cuanto a precios desde un segmento medio hasta el segmento de lujo. La empresa cuenta con unos ingresos de miles de millones de dólares anuales, decenas de miles de empleados por todo el mundo y cotiza en la bolsa de Nueva York desde 1997.
La compañía inició su internacionalización con su entrada al mercado europeo en 1981 con la apertura de su primera tienda física independiente en Londres (Reino Unido). La tienda que la compañía considera el buque insignia de la marca, abierta en 1986, se encuentra en Gertrude Rhinelander Waldo House, una antigua mansión en la avenida Madison de Nueva York.
Tanto la empresa como su fundador han tenido una influencia notable en el desarrollo de la industria de la moda de Occidente en las últimas décadas del siglo XX y comienzos del siglo XXI. Ralph Lauren logró popularizar para una parte significativa de la población su estilo preppy universitario o «pijo», exclusivo hasta ese momento de la clase alta estadounidense de origen anglosajón. Este éxito propició, al igual que sucedió con marcas de otras empresas del mundo de la moda, que sus productos y estilos fueran adoptados por personas de toda clase y por subculturas en principio ajenas o contrarias al estilo de vida que la ropa de Ralph Lauren representaba; igualmente, se considera a Ralph Lauren la empresa con los productos más pirateados de la historia. Por todo ello, la BBC describió a su fundador como «el hombre que llevó a las masas el look aristocrático».